# Złocieniec
Złocieniec (deutsch Falkenburg i. Pom.) ist eine Stadt und Sitz einer Stadt- und Landgemeinde im Powiat Drawski (Powiat Dramburg) der polnischen Woiwodschaft Westpommern.

## Geographische Lage
Die Kleinstadt liegt in Hinterpommern, am Zusammenfluss von Drage (poln. Drawa) und Vansow, stufenförmig im Tal der Vansow aufsteigend. Die Umgebung gehört zur Pommerschen Schweiz und zur Pommerschen Seenplatte. Zehn Kilometer südlich erhebt sich der 167 Meter hohe Fuchsberg.

## Geschichte

Falkenburg und Umgebung auf einer historischen Landkarte des 19. Jahrhunderts

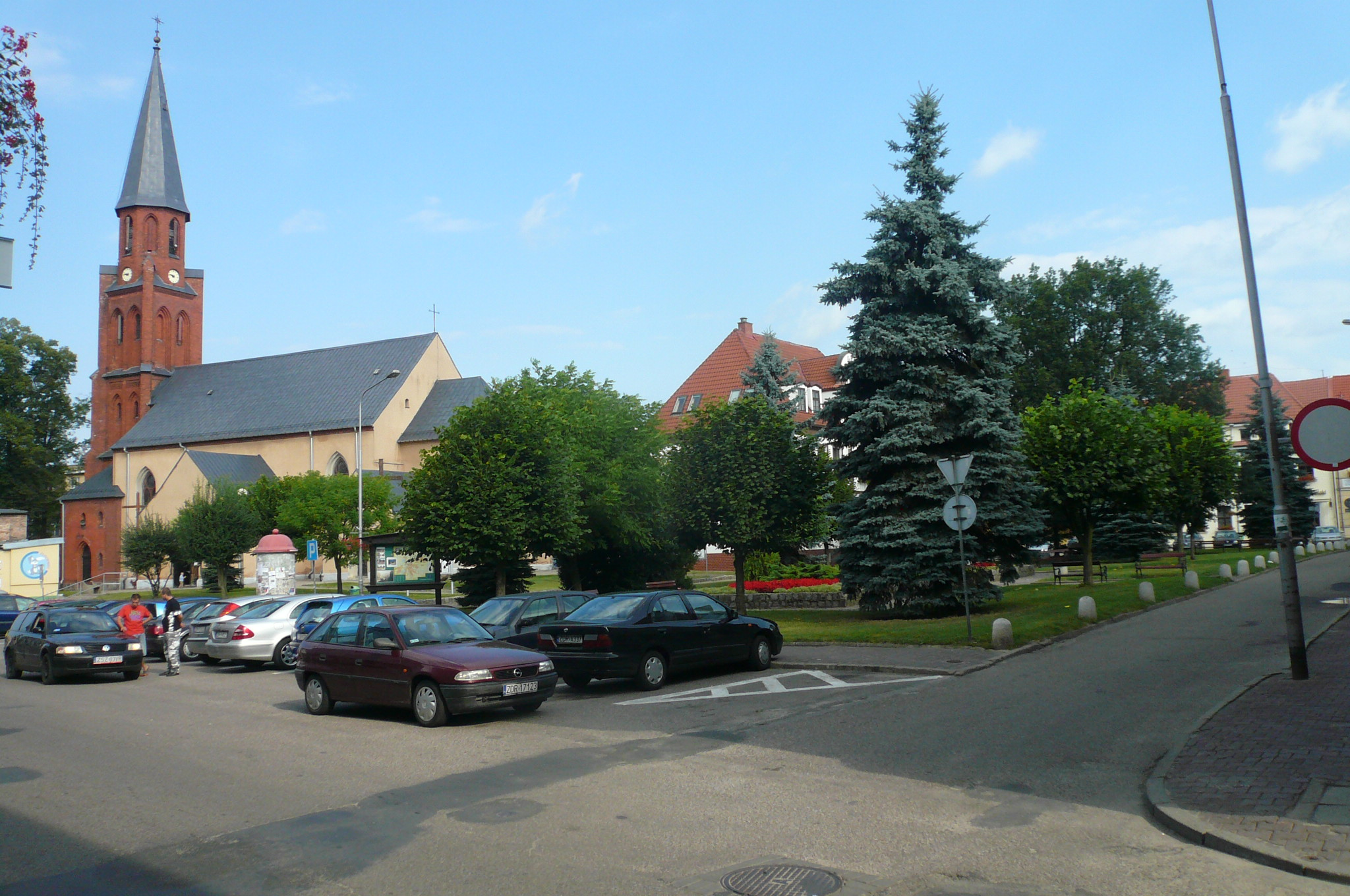
Zentraler Stadtplatz

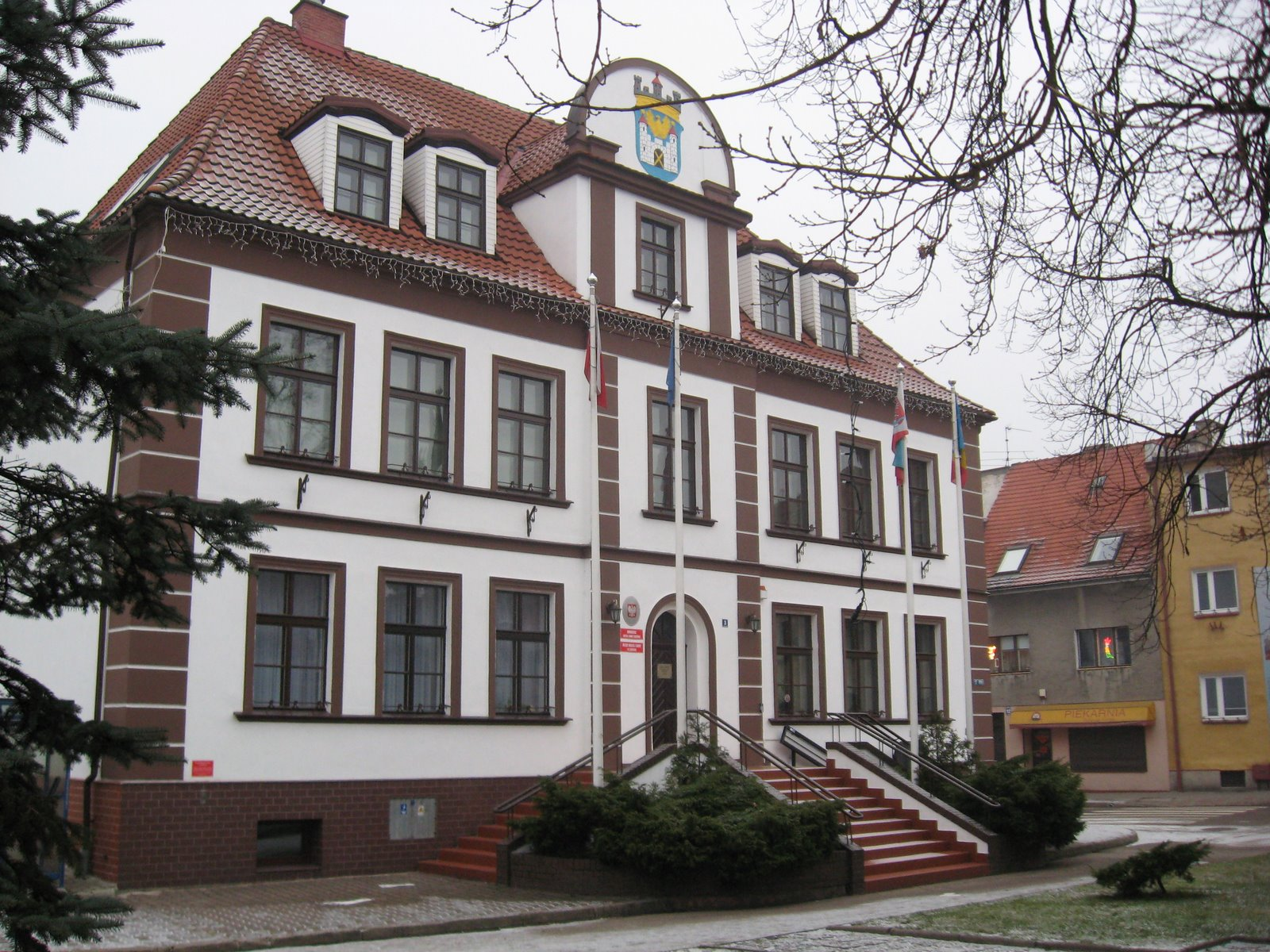
Rathaus

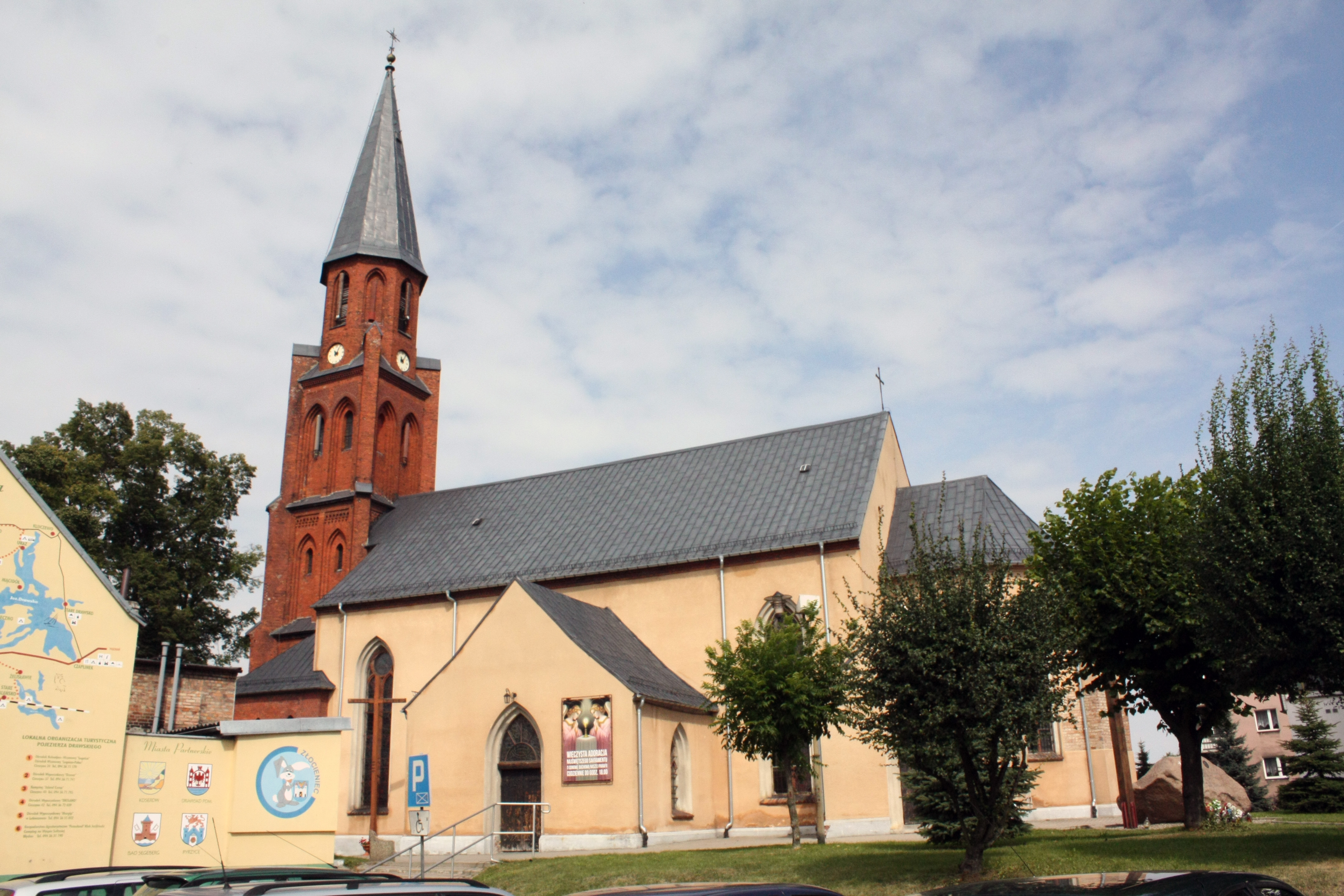
Marienkirche

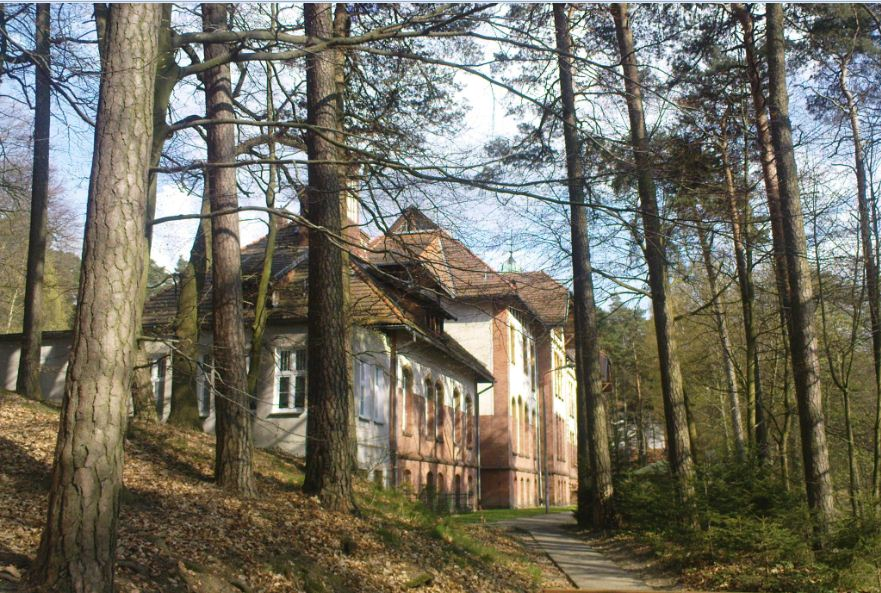
Krankenhaus

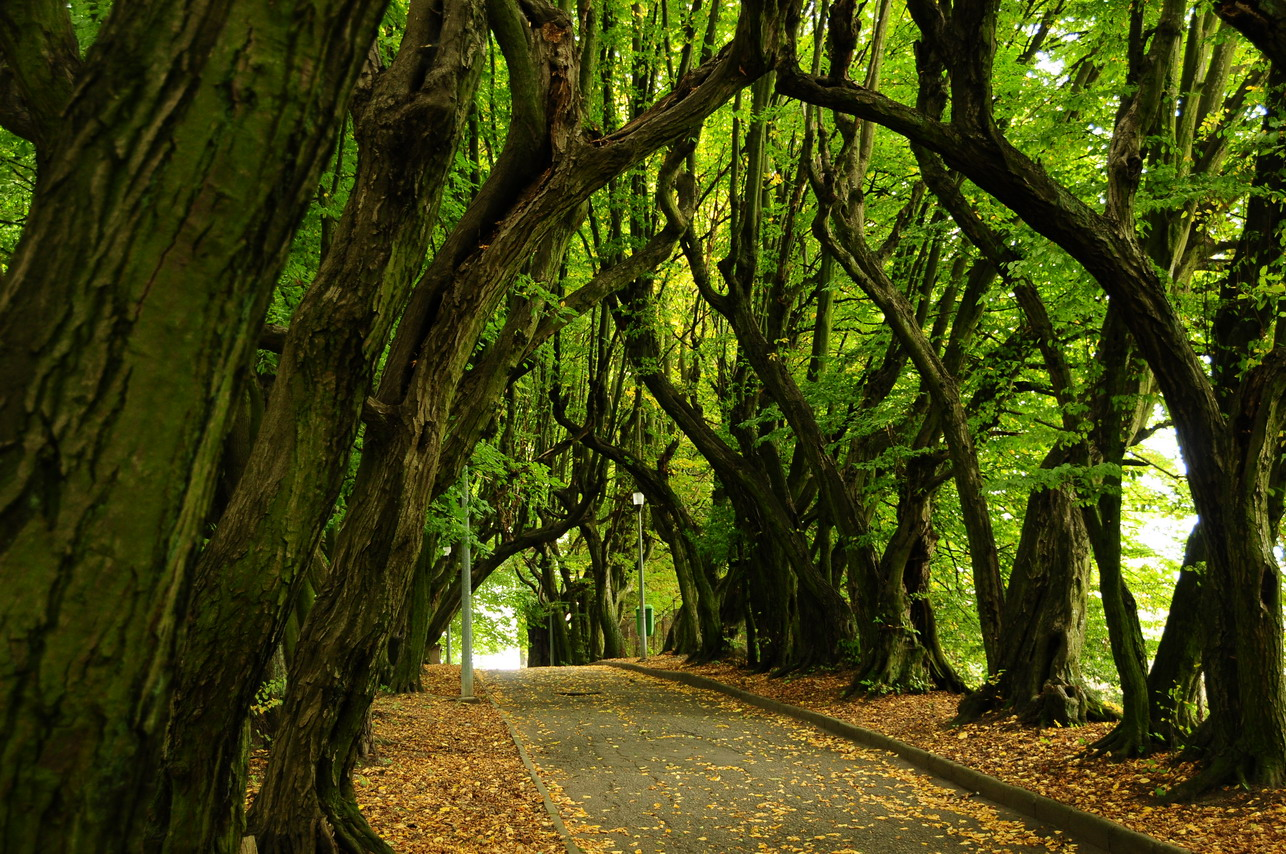
Allee im Schlosspark

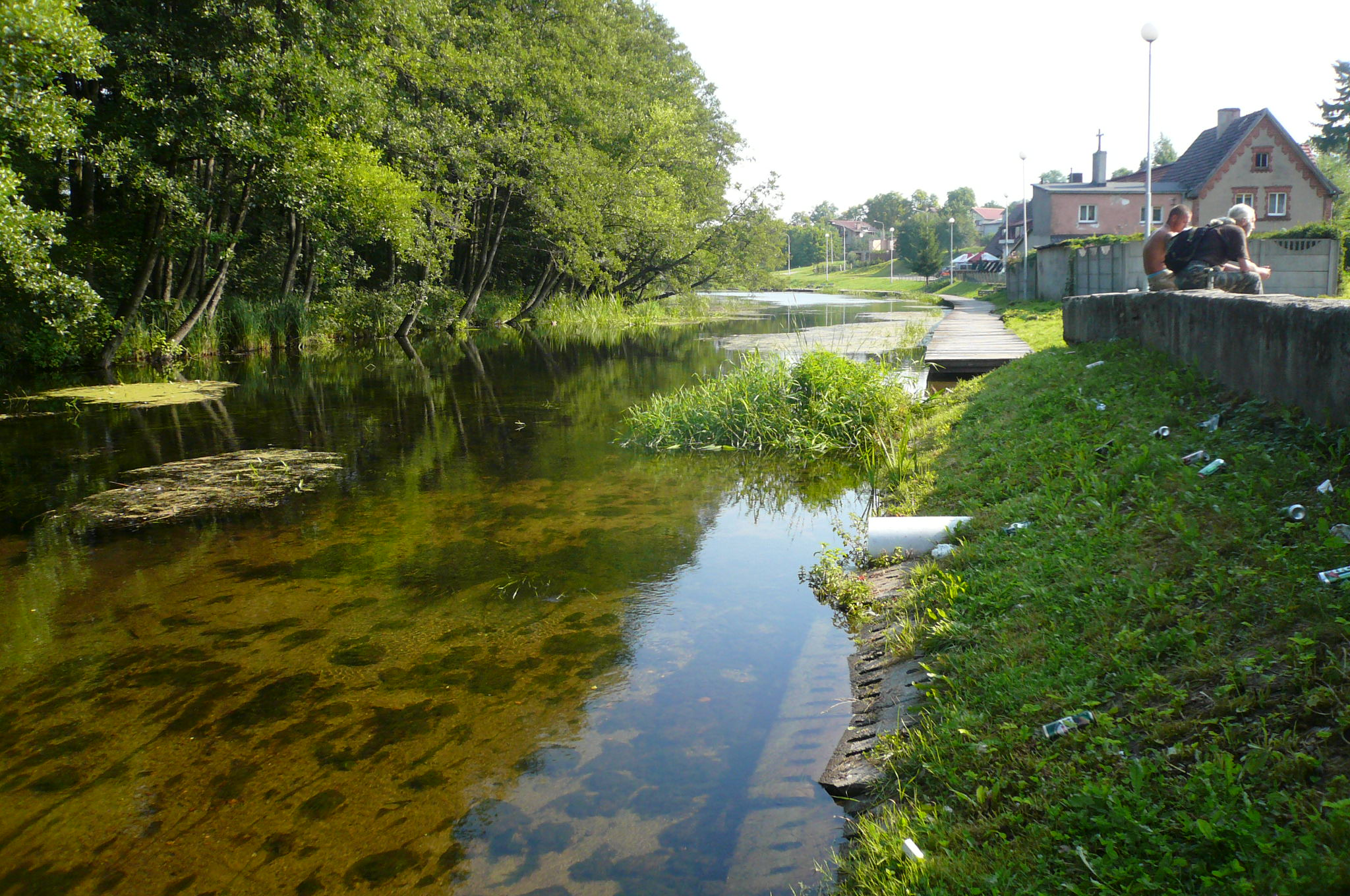
Drage im Schlosspark

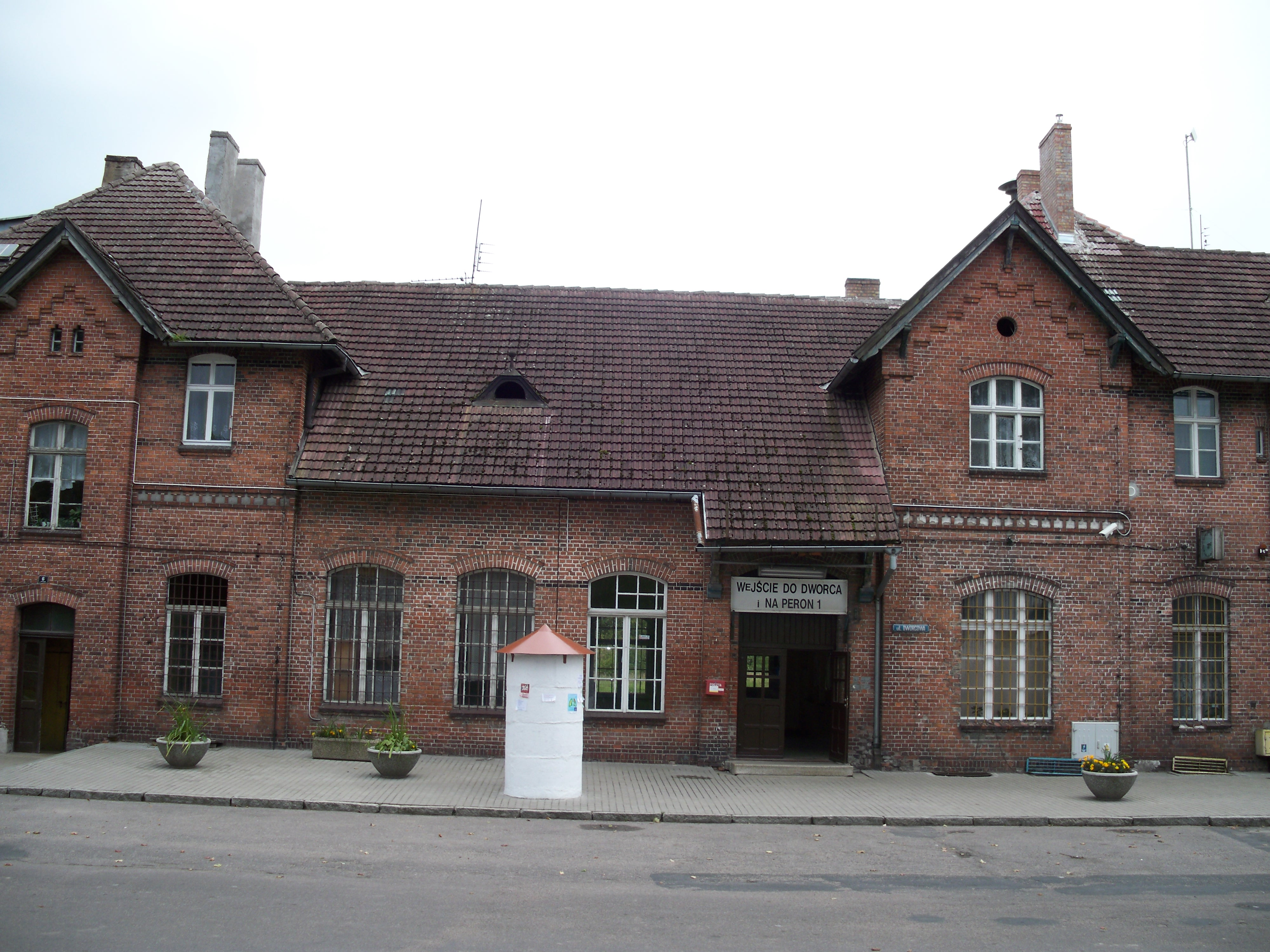
Bahnhof Złocieniec

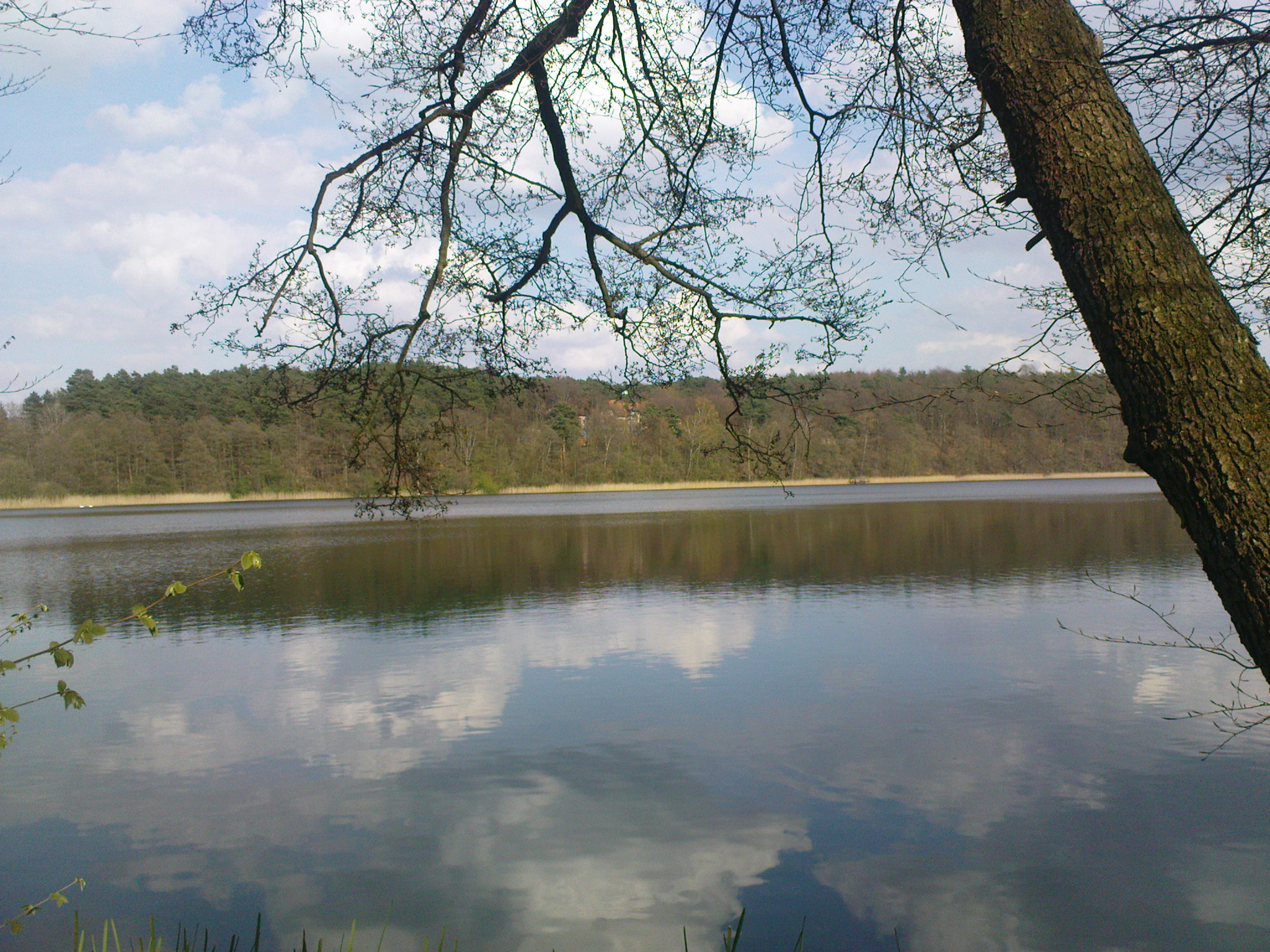
Kansksee (Jezioro Kansk) bei Złocieniec

In strategisch günstiger Lage auf einer Landzunge zwischen Drage und Vansow errichteten um 1250 Tempelritter eine Burg. In ihrem Schutz entstand eine Siedlung, die gegen Ende des 13. Jahrhunderts in einer Urkunde des brandenburgischen Landgrafen Waldemars des Großen als Dorf Falkenburg erwähnt wurde. Zu dieser Zeit gehörte Falkenburg zur Neumark, wobei es bis 1815 blieb. Die Burg ging in den Besitz der Familie Wedel über, die auch mit dem gesamten Land Falkenburg belehnt wurde. Trotz des Lehnsvertrages verpfändete der Markgraf 1317 das Land Falkenburg an den Bischof von Cammin. 1333 erhoben die Brüder Lüdecke und Hasso von Wedel, Söhne Ludolfs von Wedel, Falkenburg zur Stadt nach Magdeburger Recht. In der folgenden Generation war die Falkenburg Wohnsitz von Hasso von Wedel-Falkenburg. Das Land Falkenburg wechselte 1402 erneut seinen Herrscher; diesmal erwarb der Deutsche Ritterorden die gesamte Neumark, also auch Falkenburg. Der Orden konnte die Stadt jedoch nicht lange halten, denn schon 1435 wurde sie von den Polen erobert. Zwanzig Jahre später eroberte der Ritter Heinrich Borcke, genannt der „Schwarze Ritter“, die Stadt und stellte sie wieder unter die Herrschaft Brandenburgs.
Aus der Zeit des Dreißigjährigen Krieges ist bekannt, dass die kaiserlichen Truppen in Falkenburg ihr Winterquartier aufschlugen. Zwischen dem Lehnsherrn Borke und dem Markgrafen entspann sich ein Streit über die Besitzrechte. Für mehrere Jahre zog der Markgraf das Lehen ein und unterstellte Falkenburg seiner unmittelbaren Herrschaft, gab das Lehen nach Beendigung des Streites jedoch an Borke zurück. Hatte Falkenburg bisher unter den ständigen Grenzkonflikten zwischen Brandenburg und dem nahe gelegenen Pommern gelitten, so erledigte sich dies durch den Westfälischen Frieden von 1648, der das benachbarte Hinterpommern unter die Herrschaft Brandenburgs stellte. Im Jahre 1658 fiel die Stadt bis auf wenige Häuser einem Brand zum Opfer, den ein Tuchmachergeselle gelegt hatte.

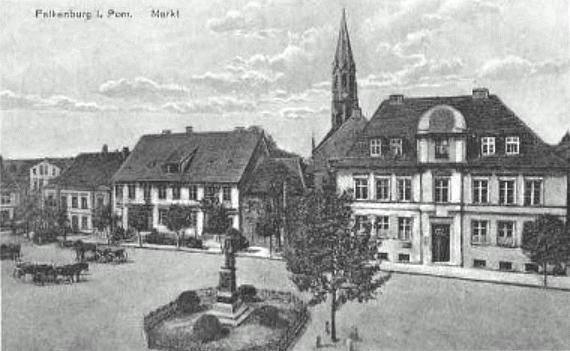
Marktplatz mit Rathaus um 1900
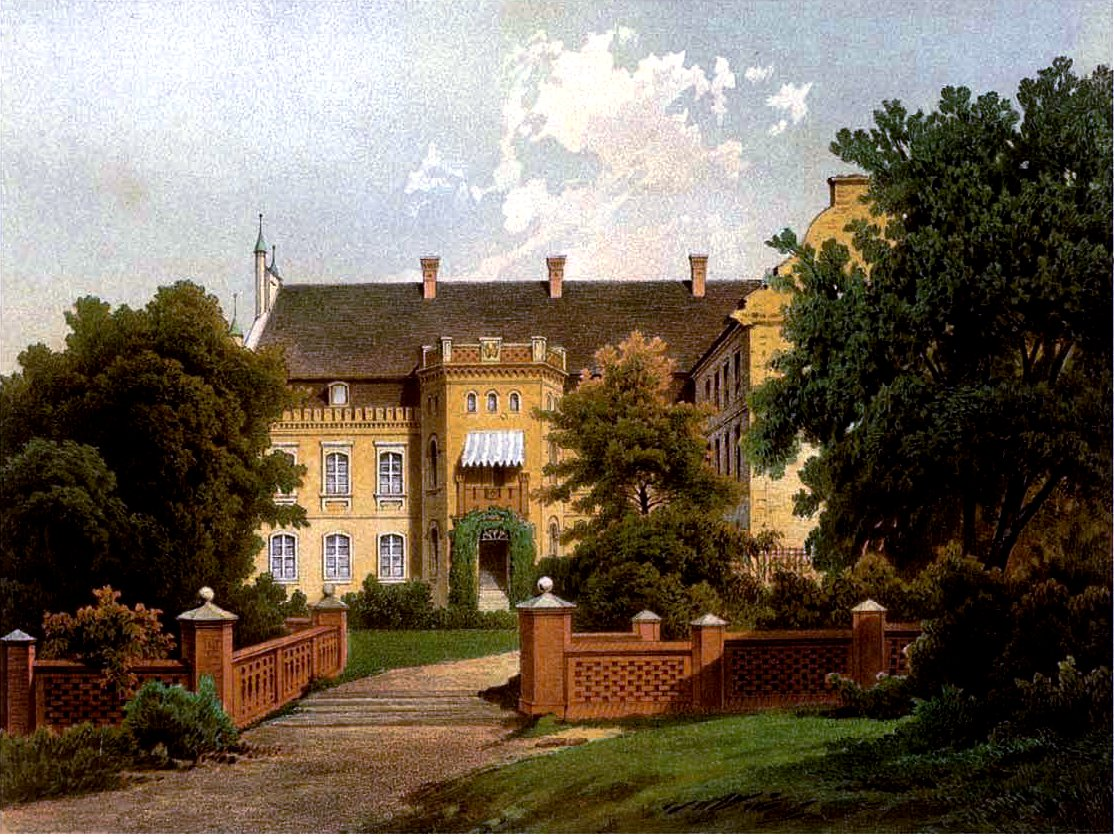
Schloss Falkenburg um 1860, Sammlung Alexander Duncker
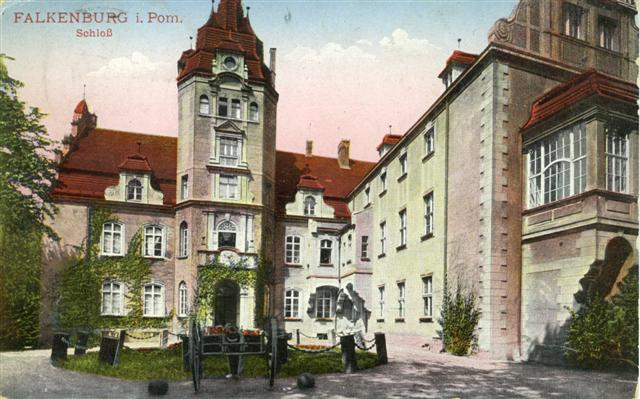
Schloss Falkenburg im Jahr 1906

Seit den preußischen Verwaltungsreformen von 1816 gehörte Falkenburg zum Kreis Dramburg im Regierungsbezirk Köslin in der preußischen Provinz Pommern. Dabei blieb es im Wesentlichen bis 1945; lediglich die Zuordnung zum Regierungsbezirk wurde 1938 noch einmal geändert.
Bereits im 18. Jahrhundert wurde Falkenburg zu einem Zentrum des Tuchmacherhandwerks. 1792 übten 72 Tuchmacher ihr Gewerbe in der Stadt aus. Sie drängten die bisher dominierenden Ackerbürger mehr und mehr zurück und verwandelten Falkenburg in eine wohlhabende Industriestadt. Der Unternehmer Ludwig Klatt eröffnete 1838 eine Tuchfabrik, in der erstmals eine Dampfmaschine zum Einsatz kam. Für einen weiteren Industriezweig sorgte Bernhard von Mellenthin, seit 1842 Schlossherr von Falkenburg. Er nutzte den in der Nähe der Stadt vorhandenen riesigen Tonblock zur Herstellung von Ziegeln in der 1860 von ihm errichteten Handstrichziegelei. Mit seinen Produkten belieferte er weite Teile Preußens, sie fanden unter anderem Verwendung beim Bau der Spandauer Zitadelle.
Von 1878 bis 1945 gehörte das Schloss Falkenburg mit dem dazugehörigen Schlossgut, Betriebsgrösse 12.132 Morgen, der Familie von Griesheim. Der letzte Besitzer war Kammerherr Kurt von Griesheim. Das Schloss verfiel ab 1945, heute ist neben Mauerresten nur noch der Schlosspark vorhanden.
1877 wurde Falkenburg erstmals an eine Bahnlinie, die Strecke von Ruhnow nach Neustettin, angeschlossen, mit der eine Verbindung zur Hauptstrecke Stettin–Danzig hergestellt wurde. Das schuf die Voraussetzung für weitere industrielle Ansiedlungen, hauptsächlich in der Textilbranche. Zu Beginn des 20. Jahrhunderts arbeiteten acht Tuchfabriken, hauptsächlich damit beschäftigt, für die Armee den Uniformstoff „Falkenburg Feldgrau“ herzustellen. Nach dem Ersten Weltkrieg kam mit dem Fremdenverkehr ein neuer Erwerbszweig hinzu, denn viele Großstädter hatten die Vorzüge der seenreichen Landschaft rund um Falkenburg entdeckt, das nun als „Grünes Herz der pommerschen Schweiz“ für sich warb.
Die Flächengröße des Stadtkreises Falkenburg betrug Anfang der 1930er Jahre 34,6 km², und innerhalb der Gemeindegrenzen standen insgesamt 498 bewohnte Wohnhäuser an sieben verschiedenen Wohnorten:
1. Eisenbahnhaltestelle Waldschänke
2. Falkenburg i. Pom.
3. Forsthaus Falkenburg i. Pom.
4. Forsthaus Ulrichshof
5. Friedrichsfelde
6. Genesungsheim Canzigsee
7. Hansrode

In der Nähe der Stadt wurde von 1934 bis 1936 die NS-Ordensburg Krössinsee errichtet, die als eine von drei derartigen Einrichtungen in Deutschland der Ausbildung von Führungspersonal der NSDAP diente. 1938 wurde Falkenburg, wie der übrige Landkreis Dramburg, dem neu gebildeten Regierungsbezirk Grenzmark Posen-Westpreußen des Deutschen Reichs zugeordnet. Die Bevölkerungszahl stieg bis 1939 auf fast 9000 Einwohner und war damit die größte Stadt im Landkreis Dramburg.
Gegen Ende des Zweiten Weltkriegs wurde Falkenburg am 3. März 1945 von der Roten Armee besetzt. Bald darauf wurde die Stadt seitens der sowjetischen  Besatzungsmacht der Volksrepublik Polen zur Verwaltung überlassen. In Falkenburg begann nun die Zuwanderung polnischer Zivilisten. Soweit die deutschen Einwohner nicht geflohen waren, wurden sie in der darauf folgenden Zeit von der polnischen Administration vertrieben.
1946 führte die polnischen Verwaltung die Ortsbezeichnung Złocieniec ein.

### Demographie
| Jahr | Einwohner | Anmerkungen                                                                               |
| ---- | --------- | ----------------------------------------------------------------------------------------- |
| 1719 | 0635      | [ 5 ]                                                                                     |
| 1750 | 0953      | [ 5 ]                                                                                     |
| 1801 | 1527      | darunter zwei Judenfamilien mit zehn Personen                                             |
| 1802 | 1588      | [ 7 ]                                                                                     |
| 1810 | 1707      | [ 7 ]                                                                                     |
| 1816 | 1878      | davon 1824 Evangelische, vier Katholiken und 50 Juden (drei Schullehrer und -lehrerinnen) |
| 1821 | 2031      | in 319 Privatwohnhäusern                                                                  |
| 1831 | 2456      | darunter neun Katholiken und 74 Juden                                                     |
| 1843 | 3052      | darunter fünf Katholiken und 85 Juden                                                     |
| 1852 | 3182      | darunter zehn Katholiken und 101 Juden                                                    |
| 1861 | 3417      | darunter sechs Katholiken und 100 Juden                                                   |
| 1875 | 3603      | [ 8 ]                                                                                     |
| 1880 | 4009      | [ 8 ]                                                                                     |
| 1900 | 4371      | meist Evangelische                                                                        |
| 1910 | 4770      | [ 10 ]                                                                                    |
| 1925 | 5529      | ; nach anderen Angaben 5.341 Einwohner                                                    |
| 1933 | 5975      | [ 8 ]                                                                                     |
| 1939 | 8632      | [ 8 ]                                                                                     |
| 1944 | 8453      | [ 11 ]                                                                                    |

### Partnerschaften
- Bad Segeberg (Deutschland, Schleswig-Holstein)
- Koserow (Deutschland, Mecklenburg-Vorpommern)
- Dramburg (Drawsko Pomorskie) in der polnischen Woiwodschaft Westpommern
- Pyritz (Pyrzyce) in der polnischen Woiwodschaft Westpommern[12]

### Sehenswürdigkeiten
Die um 1440 erbaute St.-Marien-Kirche ist eine spätgotische Hallenkirche aus Backstein. Bei dem Stadtbrand von 1658 wurde das Sterngewölbe mit Ausnahme im Chor zerstört. Ihre heutige Gestalt erhielt die Kirche während einer Renovierung von 1847 bis 1849. Der neugotische Turm wurde 1879 angebaut. Seit der Reformation evangelisch, ist die Kirche seit 1945 wieder katholisch.

### Verkehr
Im Ort kreuzten sich die Bahnlinien Runowo Pomorskie (Ruhnow)–Chojnice (Konitz) und die 1991 aufgegebene Kalisz Pomorski (Kallies)–Złocieniec–Połczyn-Zdrój (Bad Polzin). 
Nur über untergeordnete Landstraßen ist Stargard (Stargard in Pommern) als nächste größere Stadt nach etwa 70 Kilometern zu erreichen.

### Persönlichkeiten

#### Söhne und Töchter der Stadt
- Joachim Bernhard Steinbrück (1725–1789), deutscher evangelischer Pfarrer und Geschichtsforscher
- August Milarch (1786–1862), deutscher Pädagoge und Theologe
- Otto Neitzel (1852–1920), deutscher Pianist, Komponist, Musikschriftsteller und Hochschullehrer
- Ulrich Kleist (1866–nach 1917), deutscher Dichter, Schriftsteller und Pädagoge
- Ullrich Haupt senior (1887–1931), deutschamerikanischer Schauspieler und Theaterregisseur
- Rudolf Katz (1895–1961), deutscher Politiker (SPD), Minister in Schleswig-Holstein
- Otto Gohdes (1896–1945), deutscher Politiker (NSDAP), Kommandant der „Reichsführerschule“ NS-Ordensburg Krössinsee
- Hubert Schiefelbein (* 1930), deutscher Bildhauer und Hochschullehrer

#### Mit der Stadt verbunden
- Kurt von Griesheim (1865–1945), deutscher Politiker (DNVP), war Besitzer von Schloss und Schlossgut Falkenburg

## Gmina Złocieniec

### Allgemeines
Die Stadt- und Landgemeinde Złocieniec umfasst eine Fläche von 194,22 km² und nimmt damit elf Prozent der Fläche des gesamten Powiat Drawski (Kreis Dramburg) ein. Sie zählt 15.426 Einwohner, von denen etwa 2000 in den ländlichen Gemeinden leben.
Der Nordosten des Gemeindegebietes liegt im Drawski Park Krajobrazowy (Landschaftsschutzpark Dramburg) im Gebiet der Dramburger Seenplatte.
Nachbargemeinden der Gmina Złocieniec sind:
- Czaplinek (Tempelburg), Drawsko Pomorskie (Dramburg), Kalisz Pomorski (Kallies), Ostrowice (Wusterwitz) und Wierzchowo (Virchow), alle im Powiat Drawski, sowie
- Połczyn-Zdrój (Bad Polzin) im Powiat Świdwiński (Kreis Schivelbein).

### Gemeindegliederung
Zur Gmina Złocieniec gehören: die Stadt Złocieniec und weitere Ortschaften, die neun Ortsteilen („Schulzenämtern“) zugeordnet sind:
| - Bobrowo (Dietersdorf) - Cieszyno (Teschendorf) - Darskowo (Friedrichsdorf) - Kosobudy (Birkholz) - Lubieszewo (Güntershagen) | - Rzęśnica (Grünberg) - Stare Worowo (Alt Wuhrow) - Stawno (Stöwen) - Warniłęg (Warlang) |

- Übrige Ortschaften: Błędno (Johannesthal), Grabinek (Gräwingsberg), Jadwiżyn (Charlottenhof), Jarosław (Marienau), Kosobudki (Kotzbude), Małobór (Chartronswalde), Męcidół (Mummelsort), Skąpe (Beatenhof), Szymalów, Wąsosz (Bruchhof) und Zatonie (Grünhof).

### Verkehr

#### Straßen
Durch das Gemeindegebiet verläuft in West-Ost-Richtung die verkehrsreiche polnische Landesstraße 20, die von Stargard (Stargard in Pommern) bis nach Gdynia (Gdingen) führt und fast in ihrer gesamten Länge die Trasse der früheren deutschen Reichsstraße 158 (Berlin – Lauenburg in Pommern) befährt. Lediglich wenig bedeutende Nebenstraßen verbinden die Gemeinde mit den Nachbarstädten Połczyn-Zdrój (Bad Polzin) und Mirosławiec (Märkisch Friedland).

#### Schiene
Das heutige Gemeindegebiet ist seit 1877 an die Bahnstrecke Ruhnow (heute polnisch: Runowo) – Dramburg (Drawsko Pomorskie) – Tempelburg (Czaplinek) – Neustettin (Szczecinek) – Konitz (Chojnice) angeschlossen – mit den Bahnstationen Bobrowo (Dietersdorf), Rzęśnica (Grünberg) und Złocieniec. Letztere Station war von 1900 bis 1991 an die heutige Bahnstrecke Kalisz Pomorski (Kallies) – Złociniec und weiter nach Połczyn-Zdrój angeschlossen.